# Vincent Aboubakar
Vincent Aboubakar (Yaoundé, 1992. január 22. –) kameruni válogatott labdarúgó, a Beşiktaş játékosa.

## Pályafutása

### Klubcsapatokban
Vincent Aboubakar rövid ideig hazájában pallérozódott a Cotonsport Garoua egyesületnél, majd 2010. május 26-án aláírt a francia Valencienneshez. A klub szezonnyitó mérkőzésén debütált a Nice ellen csereként. Első gólját és egyben mesterhármasát is a Boulogne ellen szerezte a ligakupában.
2013. július 1-jén ingyenesen szerződött a Lorient csapatához. Augusztus 10-én mutatkozott be a klub színeiben a Lille ellen 1–0-ra elveszített meccsen, ahol a teljes 90 percet végigjátszotta. Nyolc nappal később megszerezte első gólját, és egyenlített a Nantes elleni 2–1-es győzelem során. Az idény végén második gólkirály lett holtversenyben a 35 meccsen szerzett 16 találatával.
2014. augusztus 24-én a portugál FC Porto játékosa lett, és négyéves megállapodást kötött, 3 millió eurós vételi díj ellenében. Szeptember 14-én lépett először pályára a Primeira Liga 1–1-es döntetlenje során a a Vitória SC ellen, Héctor Herrerát váltva. Három nappal később a Bajnokok Ligájában debütált Jackson Martínez cseréjeként. Megszerezte első gólját a BATE Bariszav elleni, 6–0-ra nyert csoportkörben. Második szezonjában sokkal több játéklehetőséget kapott, amely által több találatot is jegyzett.
2016. augusztus 27-én a török Süper Lig címvédője, a Beşiktaş egy kiírásra vette kölcsön. Szeptember 10-én mutatkozott Olcay Şahan helyére beállva a Kardemir Karabükspor elleni 3–1-es hazai győzelem utolsó hat percében.
Miután a 2017–18-as bajnokságra visszatért Portugáliába. Első itteni mesterhármasát 2017. augusztus 20-án szerezte a Moreirense FC elleni 3–0-s találkozón otthoni környezetben. December 10-én újabb mesterhármast ért el a Vitória ellenében az 5–0-ra megnyert összecsapáson. Ezenkívül a BL-csoportkörében öt alkalommal vette be a az ellenfelek kapuját. 2018 szeptemberében elülső keresztszalag-szakadást szenvedett a CD Tondela ellen. Műtéten esett át, amely miatt hosszú időt hagyott ki. 2019. május 4-én cserejátékosaként tért vissza a CD Aves elleni 4–0  győzelemben.
Az év vége felé szerződést bontottak a felek, majd Aboubakar visszautazott Isztambulba, hogy 2020. szeptember 25-én tárgyaljon a Beşiktaşszal. Másnap 2021. május 31-ig szóló szerződést írt alá, immáron teljes értékű kerettagként. Egy szezonja után 15 góllal az 5. lett a góllövőlistán, miközben csapata megnyerte a bajnokságot.
2021. június 8-án három évre elkötelezte magát a szaúd-arábiai en-Naszrhoz. Fizetését évi 6 millió euróban határozták meg. Szeptember 14-én az ázsiai Bajnokok Ligájában lépett először pályára az iráni Tractor SC ellen, ahol győzelmet érő gólt lőtt. 2023 januárjában, Cristiano Ronaldo érkezésével létszám felettivé vállt a keretben és felbontották szerződését, mivel a liga szabályzatok szerint maximum 5 külföldi játékos lehet egy csapatban.
Távozása után érdeklődött iránta a török Fenerbahçe és az angol Manchester United is. 2023. január 21-én két és fél évre írt alá a Beşiktaş csapatához, egy évvel meghosszabbítható a szerződése bizonyos feltételek teljesülése esettén.

### A válogatottban
2009-ben tagja volt az U20-as válogatottnak amely részt vett a Francophonie játékokon Bejrútban. 2010. május 29-én a Szlovákia elleni barátságos mérkőzésen debütált a felnőtt válogatottban. Augusztus 11-én megszerezte első gólját a válogatottban egy Lengyelország elleni barátságos mérkőzésen. Része a dél-afrikai világbajnokságon részt vevő kameruni keretnek, ahol a torna egyik legfiatalabb játékosának számított.

## Sikerei, díjai

### Klubcsapatokban
Beşiktaş
- Török bajnok: 2016–17, 2020–21
- Török kupa: 2020–21

Porto
- Portugál bajnok: 2017–18, 2019–20
- Portugál kupa: 2019–20
- Portugál szuperkupa: 2018

### A válogatottban
Kamerun
- Afrikai nemzetek kupája:
  - győztes:  2017
  - bronzérmes: 2021